# Tufão Peipah (2007)
O tufão Peipah (designação internacional: 0721; designação do JTWC: 21W; designação filipina: Kabayan) foi o vigésimo segundo ciclone tropical, o vigésimo primeiro sistema nomeado e o décimo terceiro tufão da temporada de tufões no Pacífico de 2007. Ao longo de seu caminho, Peipah afetou as Filipinas.

## História meteorológica

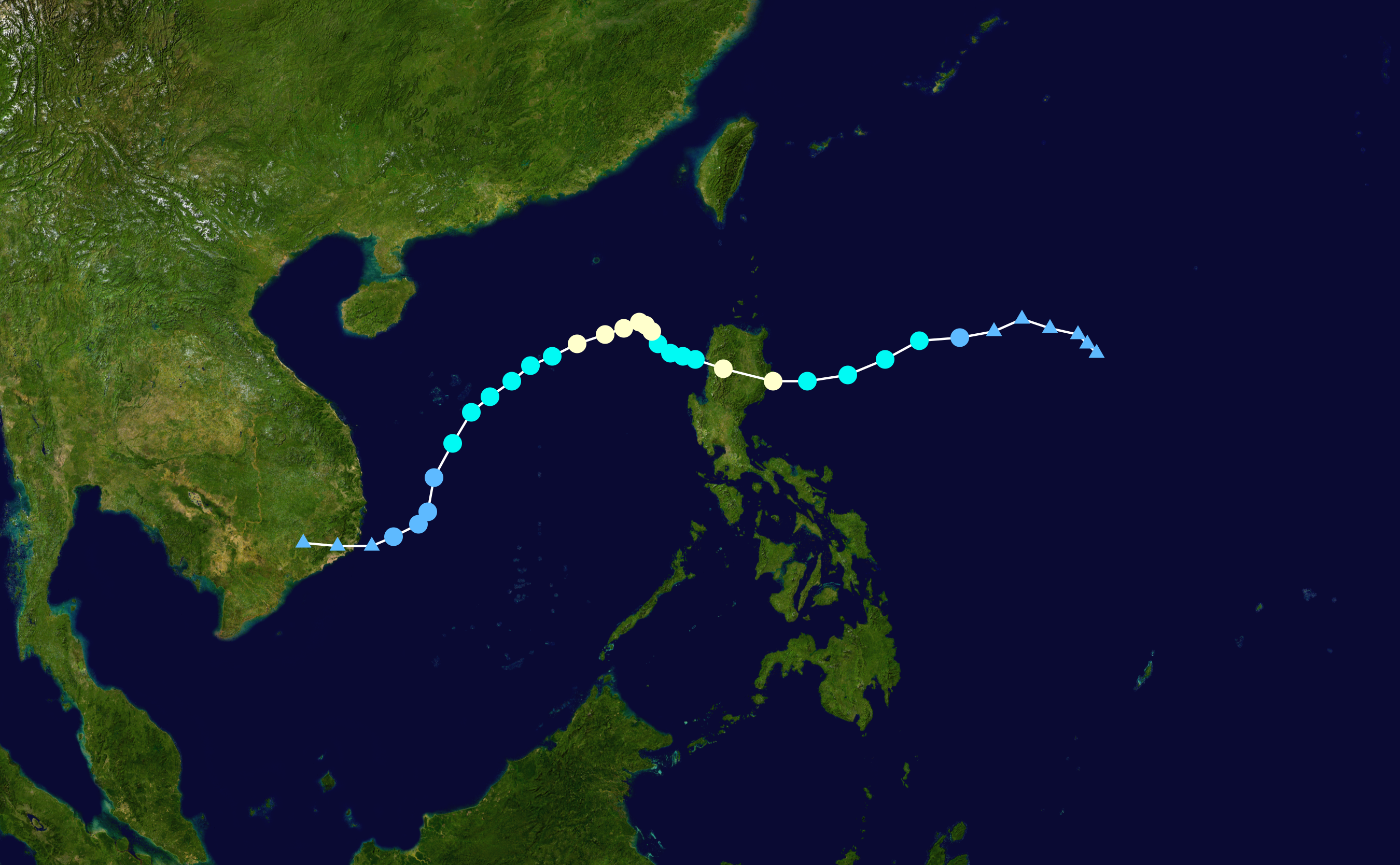
O caminho de Peipah

Uma perturbação tropical formou-se a leste das Filipinas em 2 de Novembro. No dia seguinte, o Joint Typhoon Warning Center (JTWC) classificou a perturbação como a depressão tropical 21W. Praticamente ao mesmo tempo, a Administração de Serviços Atmosféricos, Geofísicos e Astronômicos das Filipinas (PAGASA) também classificou a perturbação como uma depressão tropical, dando o nome de Kabayan. O sistema moveu-se para leste, rapidamente se intensificando. Na noite do mesmo dia, a Agência Meteorológica do Japão classificou a depressão como tempestade tropical "Peipah". O nome Peipah foi dado por Macau e refere-se a uma espécie de peixe ornamental popular no território. Peipah continuou a se intensificar, tornando-se uma tempestade tropical severa na madrugada de 4 de Novembro. Pouco antes de atingir a região de Luzon, norte das Filipinas, o JTWC classificou Peipah como um tufão. Logo depois, Peipah atingiu a região de Luzon com ventos constantes de 120 km/h. Peipah continuou a seguir para oeste e para oeste-nordeste. A interação com a circulação ciclônica de Peipah com os terrenos montanhosos da região de Luzon causaram o enfraquecimento do sistema, que se tornou uma tempestade tropical assim que emergiu no Mar da China Meridional. A velocidade de deslocamento de Peipah diminuiu assim que começou a seguir para noroeste. Neste momento, Peipah voltou a se fortalecer, e tanto a AMJ , quanto o JTWC, classificaram o sistema como um tufão. A tendência de fortalecimento foi curto e fluxos externos desfavoráveis começaram a enfraquecer o sistema. Peipah se enfraqueceu para tempestade tropical assim que começou a se mover para sudoeste e dissipou-se completamente próximo à costa sul do Vietname.

## Preparativos e impactos
Peipah atingiu o norte das Filipinas no começo da madrugada de 4 de Novembro numa área perto da cidade de Palanan, província de Isabela. Os ventos fortes destelharam muitas casas. Pelo menos 50.000 residências foram afetadas pelas enchentes. Peipah deixou milhares de pessoas sem eletricidade. No país, pelo menos 9 pessoas morreram, todas na província de Isabela. Apesar de Peipah não atingir diretamente o Vietname, as tempestades remanescentes do sistema trouxeram chuvas fortes para o país, que já vinha sofrendo com enchentes causadas por outras tempestades.